# Alain Bettagno
Alain Bettagno (ur. 9 listopada 1968 w Seraing) – belgijski piłkarz włoskiego pochodzenia grający na pozycji prawego pomocnika. Był reprezentantem Belgii.

## Kariera klubowa
Swoją karierę piłkarską Bettagno rozpoczął w klubie RFC Seraing. W sezonie 1986/1987 zadebiutował w jego barwach w pierwszej lidze belgijskiej. W debiutanckim sezonie spadł z Seraing do drugiej ligi. W 1988 roku odszedł do Club Brugge, w którym spędził rok.
W 1989 roku Bettagno został zawodnikiem Standardu Liège. W sezonie 1992/1993 wywalczył ze Standardem wicemistrzostwo Belgii oraz zdobył Puchar Belgii. W sezonie 1994/1995 ponownie został wicemistrzem kraju.
Latem 1996 Bettagno przeszedł do austriackiego FC Linz. Grał w nim w sezonie 1996/1997, a po likwidacji klubu w 1997 roku odszedł do francuskiego drugoligowca, FC Gueugnon. W 1999 roku odszedł z FC Gueugnon do drugoligowego RAA Louviéroise. Spędził w nim rok i w sezonie 2000/2001 grał w RFC Liège. Z kolei w sezonie 2001/2002 występował w czwartoligowym Entente Dison-Verviers, w którym zakończył karierę.
| Sezon   | Klub                   | Kraj    | Rozgrywki     | Mecze | Gole |
| ------- | ---------------------- | ------- | ------------- | ----- | ---- |
| 1986/87 | RFC Seraing            | Belgia  | Eerste klasse | 10    | 1    |
| 1987/88 | RFC Seraing            | Belgia  | Tweede klasse | 29    | 12   |
| 1988/89 | Club Brugge            | Belgia  | Eerste klasse | 11    | 0    |
| 1989/90 | Standard Liège         | Belgia  | Eerste klasse | 29    | 2    |
| 1990/91 | Standard Liège         | Belgia  | Eerste klasse | 22    | 2    |
| 1991/92 | Standard Liège         | Belgia  | Eerste klasse | 27    | 10   |
| 1992/93 | Standard Liège         | Belgia  | Eerste klasse | 16    | 9    |
| 1993/94 | Standard Liège         | Belgia  | Eerste klasse | 6     | 0    |
| 1994/95 | Standard Liège         | Belgia  | Eerste klasse | 32    | 5    |
| 1995/96 | Standard Liège         | Belgia  | Eerste klasse | 24    | 5    |
| 1996/97 | FC Linz                | Austria | Bundesliga    | 12    | 1    |
| 1997/98 | FC Gueugnon            | Francja | Ligue 2       | 16    | 3    |
| 1998/99 | FC Gueugnon            | Francja | Ligue 2       | 30    | 7    |
| 1999/00 | RAA Louviéroise        | Belgia  | Tweede klasse | 13    | 1    |
| 2000/01 | RFC Liège              | Belgia  | Tweede klasse | 16    | 5    |
| 2001/02 | Entente Dison-Verviers | Belgia  | IV liga       | 21    | 9    |

## Kariera reprezentacyjna
W reprezentacji Belgii Bettagno zadebiutował 17 grudnia 1994 w przegranym 1:4 meczu eliminacji do Euro 96 z Hiszpanią, rozegranym w Anderlechcie. Od 1994 do 1995 rozegrał w kadrze narodowej 2 mecze.